# Censo paraguayo de 2022
El Censo Nacional de Población y Vivienda de Paraguay de 2022 fue el 8.º censo de población oficial de Paraguay, realizado por el Instituto Nacional de Estadística el 9 de noviembre de 2022.
Según resultados preliminares dados a conocer el 31 de agosto de 2023, la población de Paraguay en el año 2022 fue de 6 109 644 (un millón menos de lo proyectado una década atrás). Con la nueva actualización dada el 21 de agosto de 2024, la población oficial asciende a 6 109 903.
La principal razón del porqué los resultados fueron inferiores a las proyecciones, se debe al inconcluso y especulativo censo anterior (categorizado como «inválido» por el INE), que obligaron a basar las estimaciones en estadísticas obsoletas que tomaban como base los indicadores de los censos de 2002 y 1992, tales como la tasa de fecundidad y la tasa migratoria, que se creyó iba a mantenerse en esos niveles para los siguientes treinta años.

«Los datos de proyecciones perdieron robustez por tener como base algo tan lejano como el año 2000; los datos del 2012 no se pudieron explicar en su justa medida porque tuvo una cobertura muy baja. En ese transcurso sucedieron muchas cosas, no es que la población se redujo; matemáticamente no coinciden con las proyecciones. Cuando tus proyecciones están obsoletas o tienen 20 años de antigüedad, no van a ser muy precisas».
Iván Ojeda, director del INE.

Como el comportamiento demográfico es impredecible, este censo arrojó como resultado un crecimiento mucho menos acelerado de la población paraguaya debido —en parte— al alto movimiento migratorio hacia el exterior y al paulatino descenso de la tasa de fecundidad, un fenómeno que va extendiéndose en todo el mundo.
En contraste a la desaceleración general, se dio un notable aumento de la población indígena paraguaya, ascendiendo a 140 039 habitantes, superior a los 117 000 en 2012 y 89 000 en 2002, que actualmente constituye el 2,3 % de la población. También se dio un envejecimiento de la población paraguaya, con la población mayor de 60 años llegando al 9 % de la población.

## Estadísticas
| #     | Departamento     | Población (2022) |
| ----- | ---------------- | ---------------- |
| 1     | Central          | 1 883 927        |
| 2     | Alto Paraná      | 763 702          |
| 3     | Asunción         | 462 241          |
| 4     | Itapúa           | 449 642          |
| 5     | Caaguazú         | 431 519          |
| 6     | San Pedro        | 355 175          |
| 7     | Cordillera       | 268 037          |
| 8     | Concepción       | 206 181          |
| 9     | Paraguarí        | 200 472          |
| 10    | Canindeyú        | 191 114          |
| 11    | Guairá           | 179 555          |
| 12    | Amambay          | 179 412          |
| 13    | Caazapá          | 139 479          |
| 14    | Presidente Hayes | 123 313          |
| 15    | Misiones         | 111 142          |
| 16    | Ñeembucú         | 76 719           |
| 17    | Boquerón         | 71 078           |
| 18    | Alto Paraguay    | 17 195           |
| Total | Total            | 6 109 903        |

### Por sexo
- Hombres: 3 057 674: 50 %
- Mujeres: 3 052 229: 50 %

### Por zona
- Urbana: 4 215 101: 69 %
- Rural: 1 894 802: 31 %

### Por edad
- 0-14 años: 1 529 030: 25,0 %
- 15-64 años: 4 057 213: 66,4 %
- +65 años: 523 660: 8,6 %

### Ciudades más pobladas (con más de100 000 hab.)
- Asunción: 462 241
- Ciudad del Este: 325 819
- Luque: 259 705
- Capiatá: 236 999
- San Lorenzo: 225 395
- Limpio: 139 652
- Pedro Juan Caballero: 127 437
- Lambaré: 127 150
- Ñemby: 116 383
- Fernando de la Mora: 110 255
- Encarnación: 106 842